# Велика Буња
Велика Буња (рум. Bunea Mare) насеље је у Румунији у жупанији Тимиш у граду Фађету. Oпштина се налази на надморској висини од 188 m.

## Прошлост
Аустријски царски ревизор Ерлер је 1774. године констатовао да место "Буниа" припада Лунгшком округу, Лугожког дистрикта. Становништво је било претежно влашко. Године 1797. ту је био румунски свештеник.

## Становништво
Према подацима из 2002. године у насељу је живело 315 становника, од којих су сви румунске националности.